# Xemeneia Jan Bru
La Xemeneia Jan Bru o de cal Jan és una xemeneia de vapor típica del segle xix al municipi de Miralcamp (Pla d'Urgell) catalogada a l'Inventari del Patrimoni Arquitectònic de Catalunya. La base de la xemeneia està formada per un cos octogonal amb els angles arrodonits. Superposat a aquest basament hi ha un cos petit hexagonal. A partir d'aquest arrenca la xemeneia que va perdent gruix a mesura que es va enlairant. A l'última part hi ha un collarí que permet fer l'última arrencada de la columna, la qual acaba en un cos que recorda l'àbac i astràgal de l'ordre dòric. Tota la peça està feta amb maó.
El molí d'oli de Miralcamp pertany a la família Brufau i va entrar en funcionament a la primera part del segle xvii, segons esmenten els propietaris. La perspectiva de la xemeneia és vista des de la Plaça de Sant Jaume, plaça quadrangular que combina els espais durs amb els aquàtics. Va ser finançada pel Consell Comarcal del Pla d'Urgell.
Respecte a l'estat de conservació de l'any 1989 la xemeneia havia perdut algunes fileres de maons de la part superior, degut principalment a les cigonyes que hi fan el seu niu. La part superior es va deteriorar, mostrant una inclinació que comportava perill d'enderrocament, motiu pel qual va ser restaurada el 2003.